# Heinrich Bars genannt Olisleger
Heinrich Bars genannt Olisleger, auch Alysleger oder Alyschläger (* 1500 in Wesel; † 15. Februar 1575 in Kleve), war Rat und Kanzler des Herzogtums Kleve. Den Herzögen Johann und Wilhelm von Jülich-Kleve-Berg diente er in zahlreichen politischen Missionen.

## Leben
Olisleger war Spross einer ursprünglich stadtkölnischen, am Niederrhein verzweigten Familie und zweiter Sohn des Weseler Kaufmanns und Ratsherrn Heinrich Bars († 4. April 1529 in Köln) aus dessen zweiten Ehe mit Odilia van Dript († vor 1529). Aus der ersten Ehe des Vaters gingen seine zwei Halbbrüder hervor. Im Laufe der Karriere stieg sein Vater zu einem klevischen Landrentmeister auf. Nach Schulbesuchen in Wesel und Rees schrieb sich Olisleger am 31. Oktober 1511 für ein Studium an der Universität Köln ein. Dort besaß der Vater in der Brückenstraße ein Haus („Haus zum Grin“). 1512 trat er von der artistischen zur juristischen Fakultät über, ein Jahr später erwarb er den juristischen Bakkalaureus. 1515 besuchte er die Universität Orléans und 1518 die Universität Bologna. Zurück in Köln promovierte er 1521 zum Doktor des Kirchenrechts. Seit Ende 1521 lehrte er Recht an der Kölner Universität. Am 6. Februar 1524 wurde er dort Dekan. Sein Vater hinterließ ihm ein stattliches Vermögen, das er als stiller Teilhaber in Handelsgeschäften anlegte.
1531 ernannte Herzog Johann von Jülich-Kleve-Berg ihn zum klevischen Rat. 1534 trat er als klevisch-märkischer Kanzleiverweser die Nachfolge des Kanzlers Sibert von Ryswick an. Er stand der klevisch-märkischen Landeskanzlei vor und war Stellvertreter des Herzogs bei dessen Abwesenheit. 1536 nahm er festen Wohnsitz in Kleve und kaufte ein in der Nähe der Schwanenburg gelegenes Haus. Kanzler der durch die Klever Union Vereinigten Herzogtümer Jülich-Kleve-Berg wie auch von Jülich-Berg war bis zum Tod des Herzogs im Jahre 1554 Johann Gogreve, der zwischen 1540 und 1545 gemeinsam mit Olisleger auch die klevische Kanzlei führte. Erst nach Gogreves Tod führte er den Titel Kanzler und übernahm im Wechsel mit dem jülich-bergischen Kanzler die Geschäftsführung bei Hof.
Über vier Jahrzehnte bestimmte Olisleger die Außen-, Heirats-, Innen- und Kirchenpolitik der Vereinigten Herzogtümer mit. Er war Unterhändler bei den von Matthias von Held geführten Verhandlungen für ein geheimes Bündnis katholischer Reichsfürsten 1537/1538, geleitete Anna von Kleve 1539/1540 zur Heirat mit dem englischen König Heinrich VIII. nach London, verhandelte 1541 als außerordentlicher Gesandter in Frankreich die Heirat Herzog Wilhelms mit Jeanne d’Albret, der Nichte des französischen Königs Franz I., und handelte nach der Niederlage im Dritten Geldrischen Erbfolgekrieg 1544 in Brüssel das ewige Freundschafts- und Schutzbündnis mit dem Hause Habsburg aus.
Olisleger war dreimal verheiratet. Aus der ersten Ehe mit Margaretha († vor 1570), einer Tochter des Kölner Bürgermeisters Adolf Rinck (1472–1541), stammte Sohn Adolf (* Mai 1535; † 1560 in Duisburg ohne Nachkommen). Gottfrida, zweite Ehefrau und Tochter des Xantener Richters Gottfried van Bemmel und der Elisabeth von Kleve, einer unehelichen Tochter Herzog Johanns II., starb bereits 1554 und fand ihre letzte Ruhestätte in der Xantener Stiftskirche. In dritter Ehe heiratete der Siebzigjährige am 29. Juni 1570 Anna, eine Tochter des Kölner Bürgermeisters Hermann Sudermann und Schwester des Juristen Heinrich Sudermann.
Im Zuge der Reformation war Olisleger vielfach mit religiösen Fragen befasst. So wirkte er bei der Landesvisitation mit und war 1534/1535 an den Verhandlungen über kirchliche Reformen mit dem Erzstift Köln in Neuss beteiligt. 1557/1558 lud er Konrad Heresbach und Georg Cassander zu Konsultationen nach Xanten. An den Düsseldorfer Verhandlungen 1564–1567, die sich mit einer neuen Kirchen- und Reformordnung beschäftigten, nahm er teil. In dieser Zeit war Cassander Gast in seinem Kölner Haus.
Kirchenpolitisch vertrat Olisleger, der anfangs eher dem Luthertum zugeneigt war, wie andere humanistisch geprägte klevische Räte den auf Erasmus von Rotterdam zurückgehenden ausgleichenden Mittelweg zwischen den polarisierenden Lagern, die via media. Diese Politik gegen die Spaltung der Kirche scheiterte mit dem Abschluss des Trienter Konzils, das neben einigen Werken von Erasmus bald auch Cassander auf den Index setzte.
Intensiv griff er in diverse kirchenpolitische Personalien seiner Vaterstadt Wesel ein. Er bekämpfte die Täufer in Wesel und Münster und gehörte zu den vier, mit den Weseler Verhältnissen vertrauten Vertretern des Herzogs in der Kommission, die Anfang 1535 die Vorgänge um die Täufer in Wesel untersuchte.
Olisleger wurde in der von seinem Vater gestifteten Alyschläger-Kapelle im Willibrordi-Dom bestattet.